# 托雷卡纳韦塞
托雷卡纳韦塞（義大利語：Torre Canavese），是意大利都灵省的一个市镇。总面积5平方公里，人口587人，人口密度117.4人/平方公里（2009年）。ISTAT代码为001274。